# Amphibolurus muricatus
Amphibolurus muricatus är en ödleart som beskrevs av  White 1790. Amphibolurus muricatus ingår i släktet Amphibolurus och familjen agamer. Inga underarter finns listade i Catalogue of Life.

## Bildgalleri

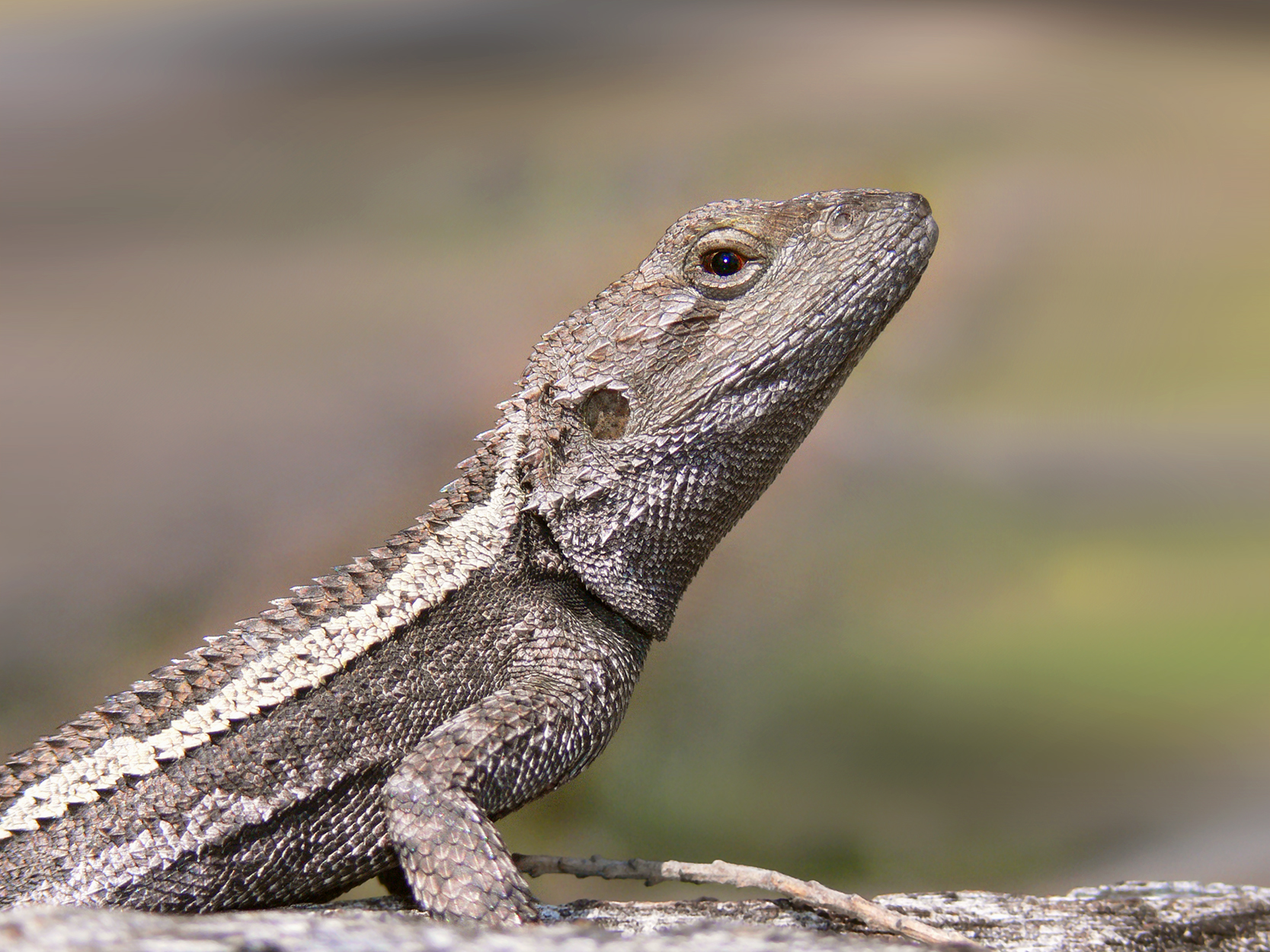
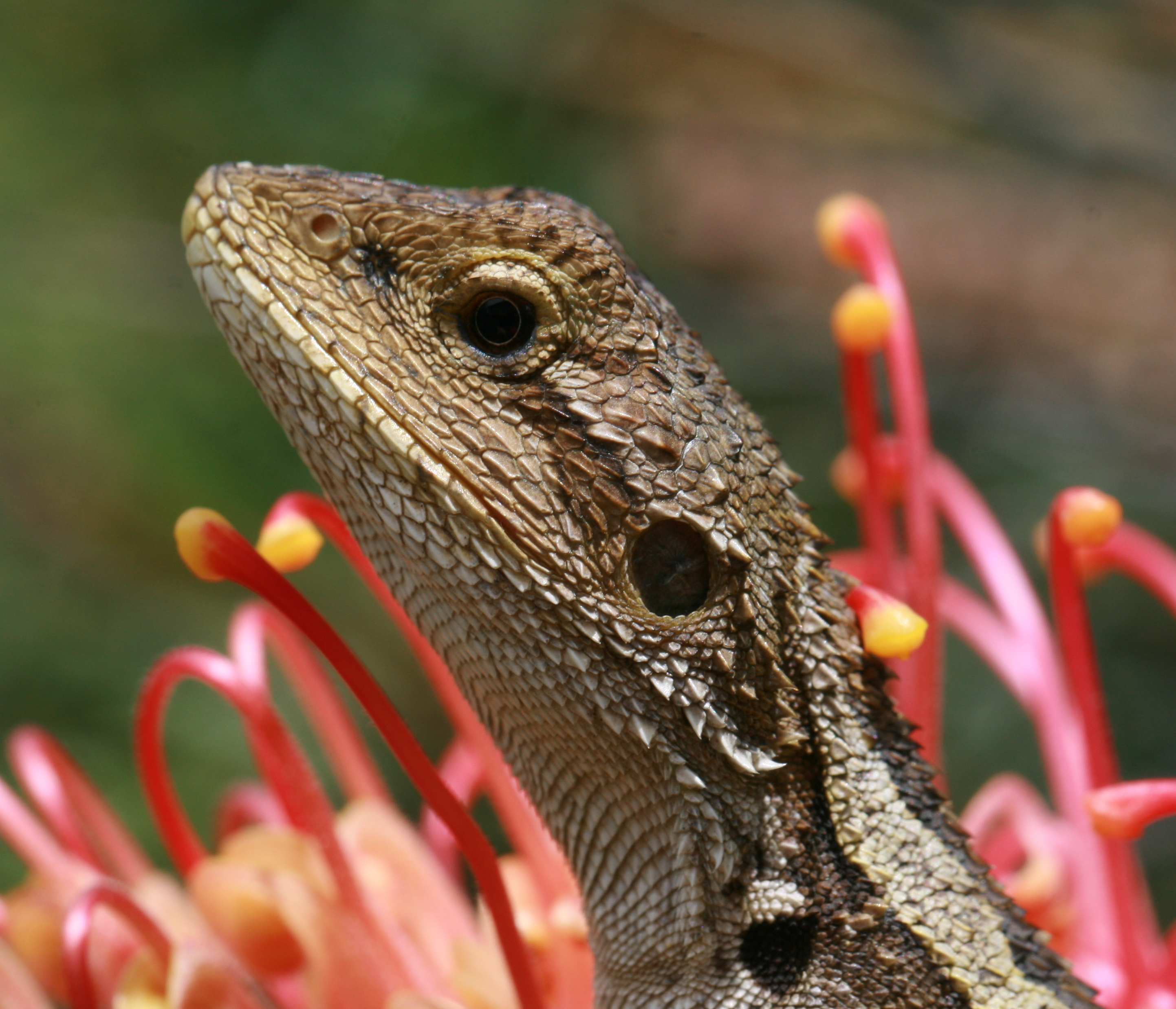
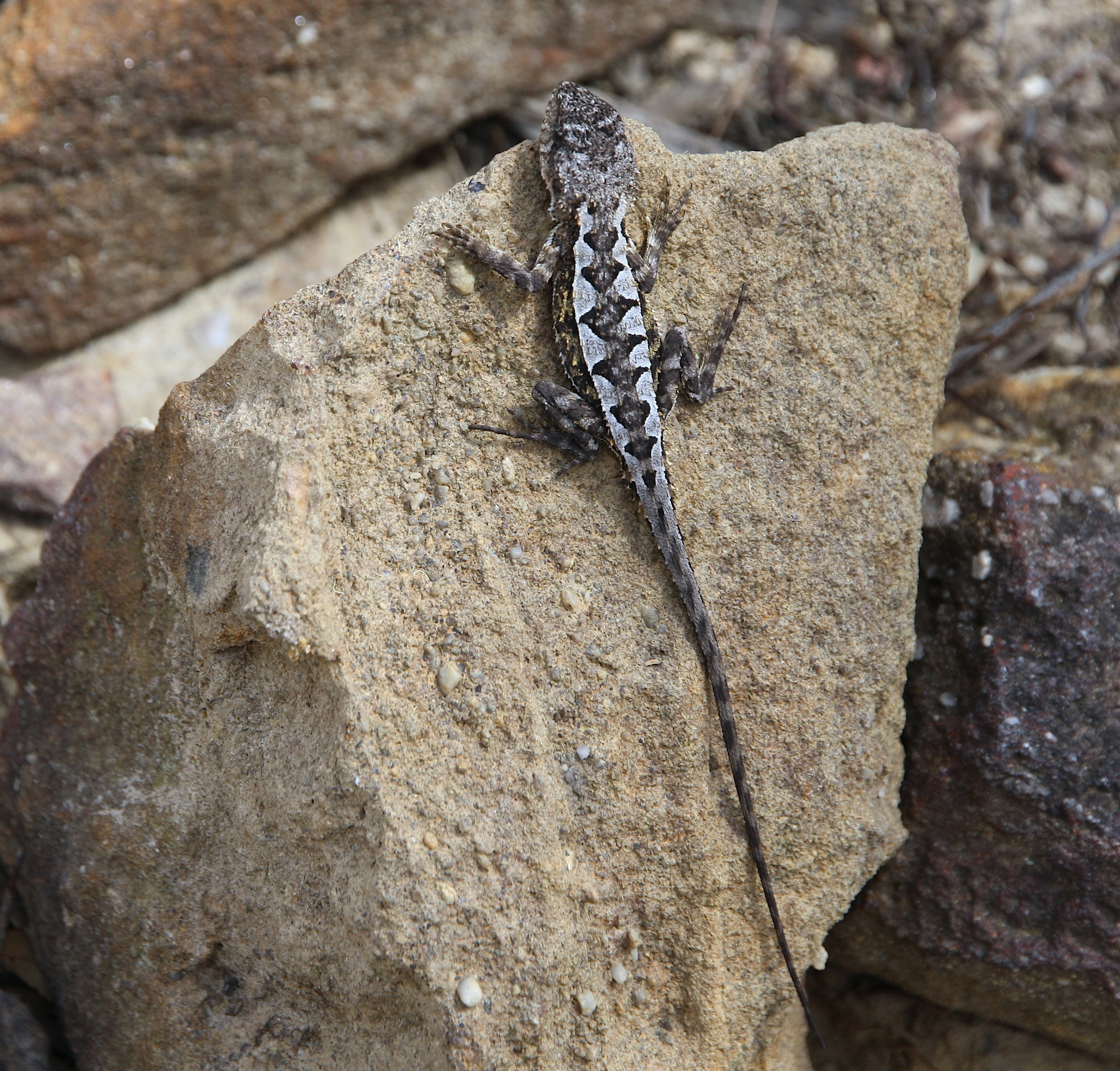
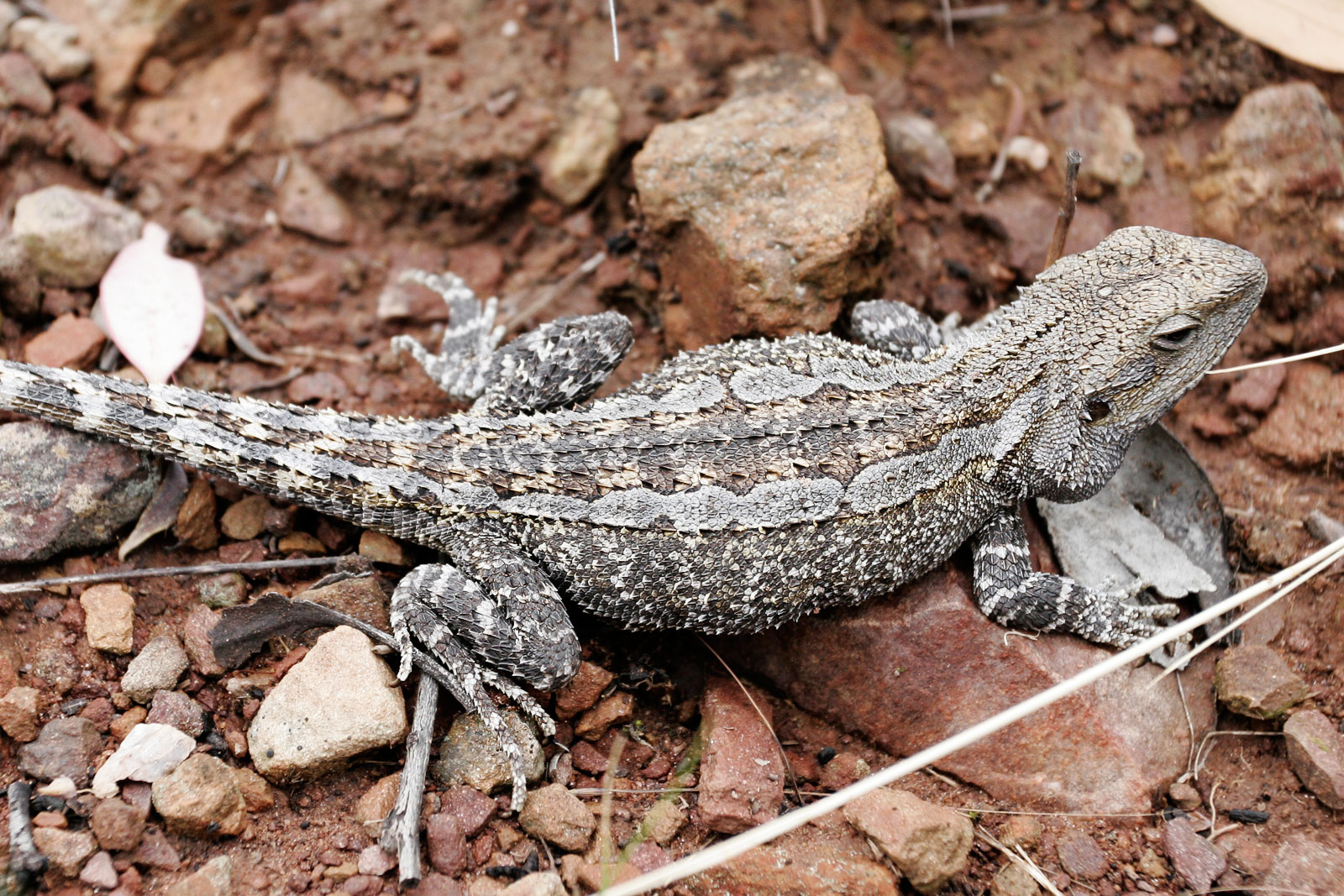
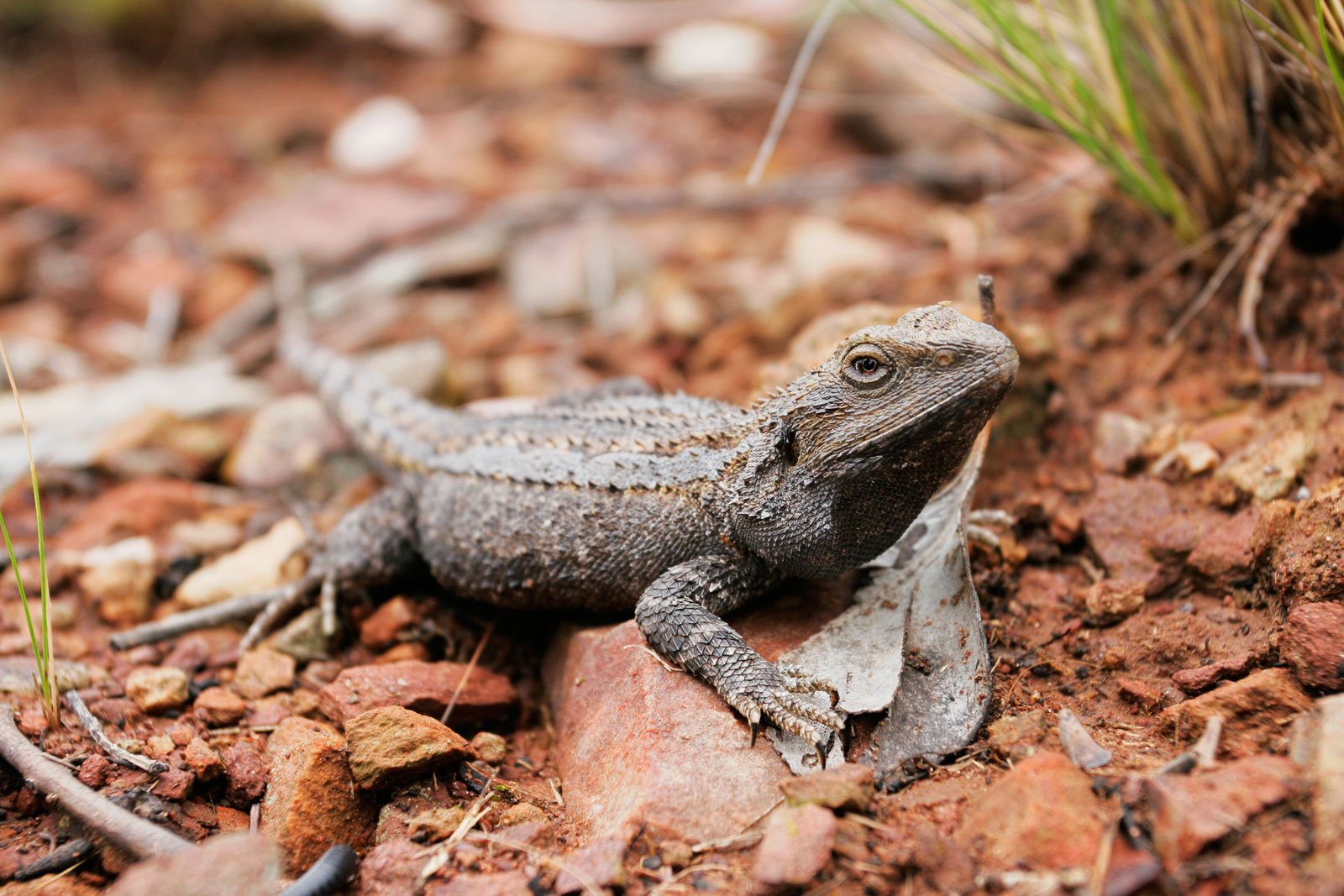
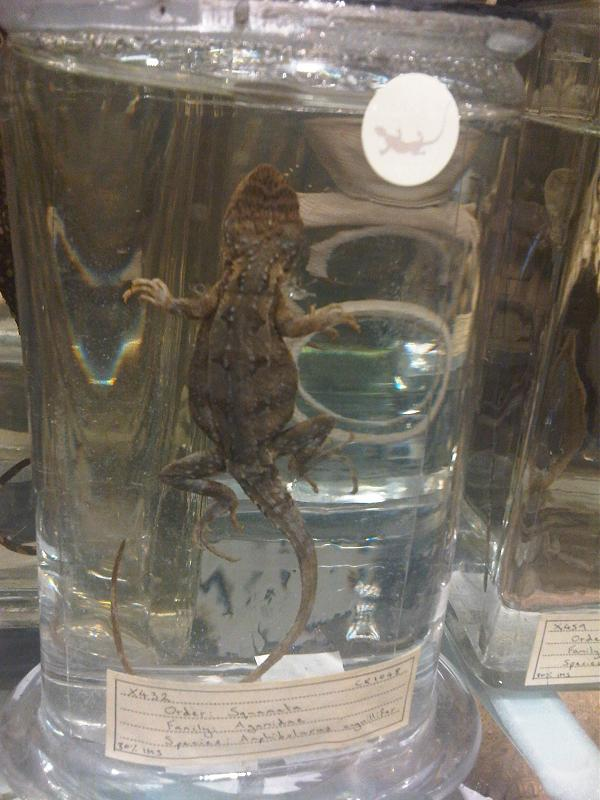